# Vagões exclusivos para mulheres

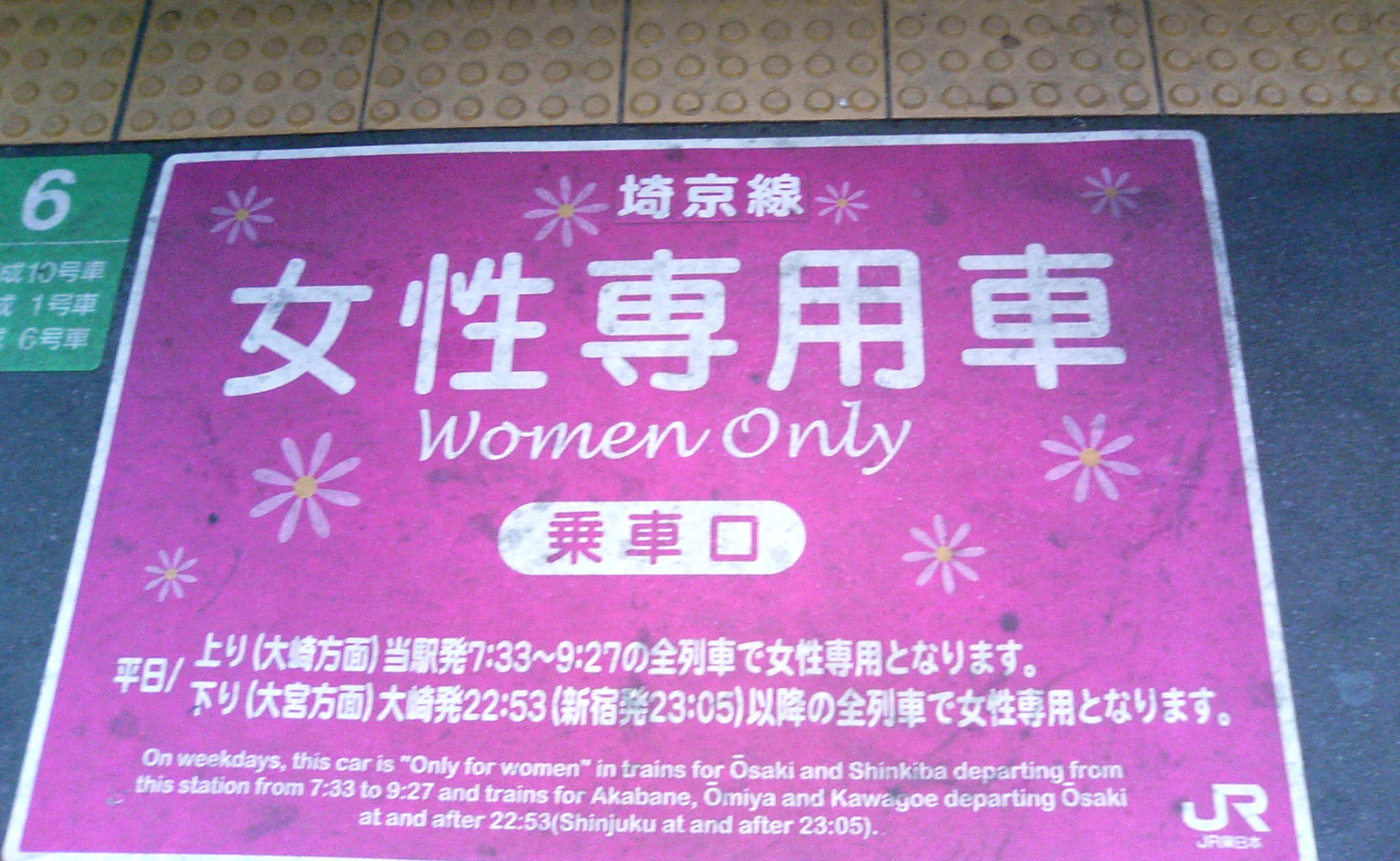
Um sinal em uma plataforma ferroviária japonesa indicando o ponto de embarque para vagões exclusivos para mulheres

Vagões exclusivos para mulheres são vagões de Transporte ferroviário ou Metrô destinados exclusivamente para mulheres. São resultado da Segregação sexual em algumas sociedades, frequentemente decorrentes de tentativas de reduzir o Assédio sexual e a agressão, como o Apalpamento.

## África

### Egito
Em todos os trens do Metrô do Cairo, os dois vagões centrais (quarto e quinto) e o vagão da frente em todos os bondes de Alexandria são reservados para mulheres (o quinto vagão do Metrô do Cairo torna-se de uso misto após as 21:00). Esses vagões oferecem uma alternativa para mulheres que não desejam viajar com homens no mesmo vagão; entretanto, as mulheres podem utilizar os demais vagões livremente. Essa política foi instituída para proteger as mulheres do assédio sexual praticado por homens.

## Américas

### Brasil

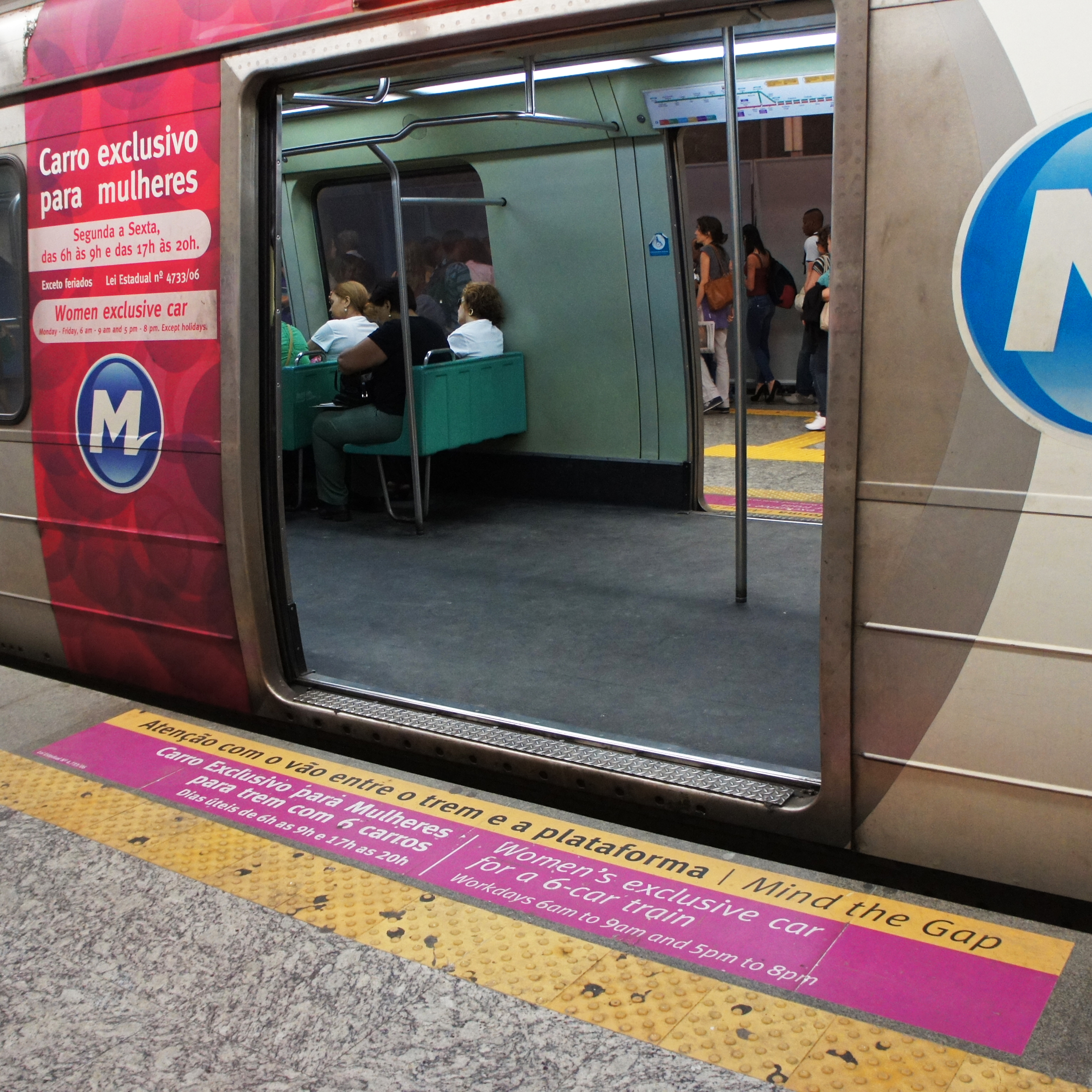
Um vagão de metrô exclusivo para mulheres no Metrô do Rio de Janeiro

Em abril de 2006, o Metrô do Rio de Janeiro implementou a determinação estabelecida por lei estadual, aprovada no mês anterior, que destinava vagões de passageiros específicos às mulheres para evitar o assédio sexual. Em trens com seis vagões, um deles é identificado com cores rosas como exclusivo para mulheres, sendo essa restrição aplicada de segunda a sexta-feira durante os horários de pico, entre 06:00 e 09:00 e entre 17:00 e 20:00. A polícia do metrô atua para impedir que homens embarquem no vagão reservado, e a plataforma exibe uma sinalização no piso indicando o ponto de embarque para os vagões exclusivos para mulheres.
Uma política semelhante foi implementada no Metrô de São Paulo entre outubro de 1995 e setembro de 1997, mas a Companhia Paulista de Trens Metropolitanos (CPTM) decidiu não dar continuidade após reclamações de casais e para evitar qualquer possível violação do artigo 5º da Constituição Brasileira, que garante a igualdade entre os cidadãos.

### México
Ônibus exclusivos para mulheres foram implementados na Cidade do México em 2008. O Metrô da Cidade do México possui vagões exclusivos para mulheres. A Cidade do México também chegou a ter táxis e ônibus exclusivos para mulheres, denominados "linha rosa". Atualmente, os ônibus e táxis exclusivos não existem mais.

### Estados Unidos
Em 1909, a Companhia Interborough Rapid Transit de Nova York recebeu uma solicitação da Women's Municipal League para a implementação de vagões exclusivos para mulheres. Embora a IRT tenha rejeitado a proposta, a Ferrovias Hudson & Manhattan ofereceu vagões exclusivos para mulheres entre Nova York e Jersey City de abril a julho de 1909. O serviço foi retomado em 1958, mas posteriormente descontinuado.

## Ásia

### Japão

#### Prática atual

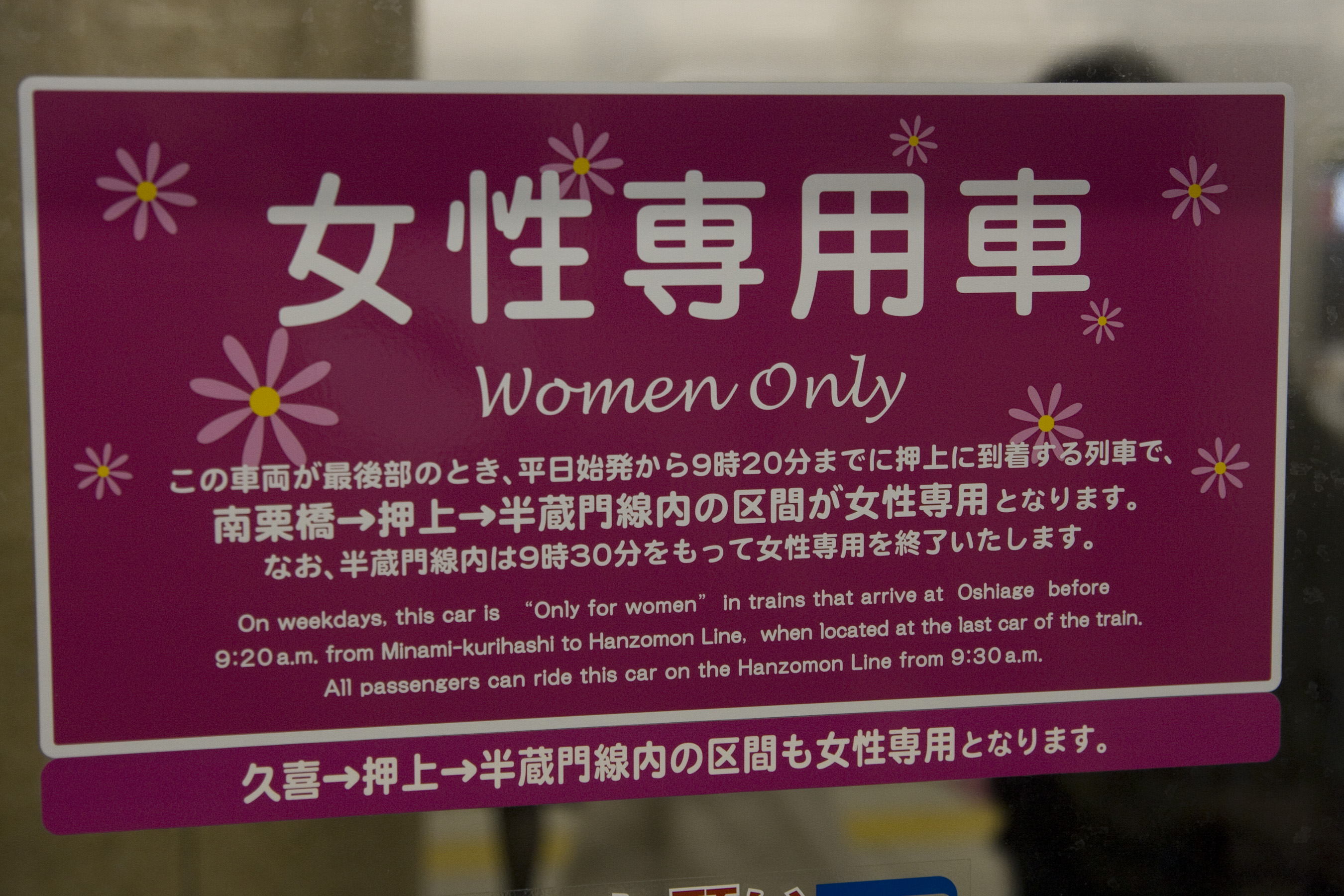
Sinal “Exclusivo para Mulheres” dentro de um vagão do Metrô de Tóquio

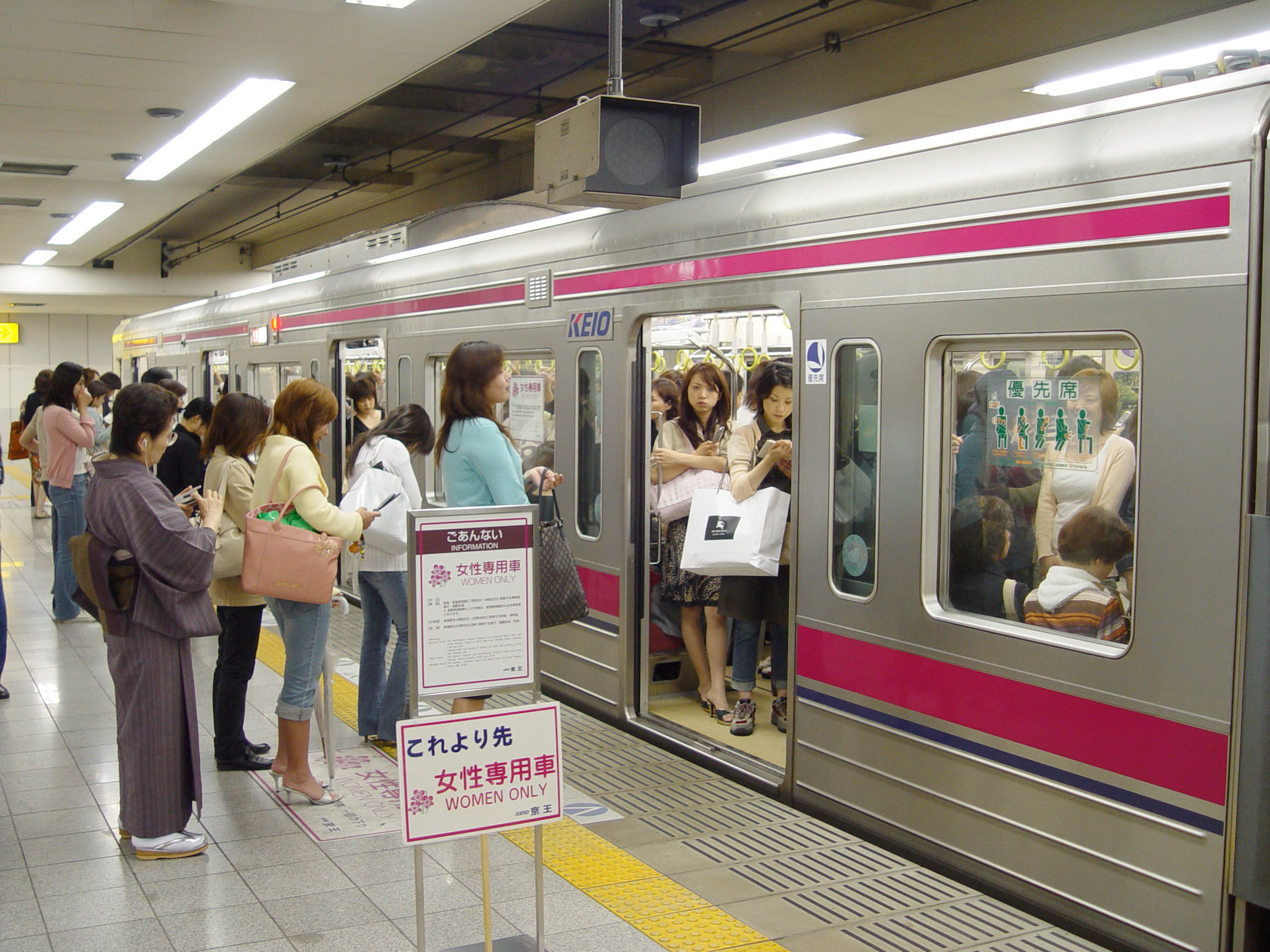
Passageiros aguardando para embarcar em um vagão exclusivo para mulheres na Linha Keio na Estação Shinjuku em Tóquio

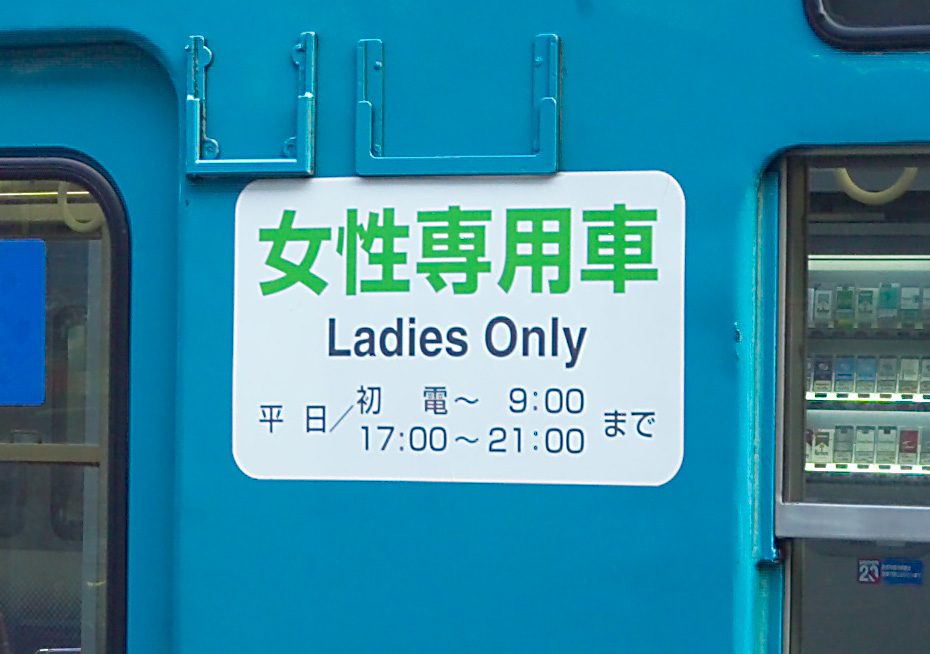
Sinal ao lado da porta do vagão

No Japão, os vagões exclusivos para mulheres foram introduzidos para combater condutas lascivas, particularmente o Apalpamento (chikan). As políticas variam de empresa para empresa: algumas estão em vigor somente no horário de pico, outras durante todo o dia, e há ainda aquelas que restringem os vagões exclusivos para mulheres aos trens de serviço rápido, que tendem a ser mais lotados e possuem paradas com intervalos relativamente maiores. De modo geral, contudo, a política funciona apenas em dias úteis, excluindo-se os feriados. As plataformas e portas dos trens são sinalizadas com indicações para os pontos de embarque dos vagões exclusivos e com os dias e horários de sua vigência. Apesar de serem destinados exclusivamente a mulheres, a maioria das operadoras permite que alunos do ensino fundamental, pessoas com deficiência e seus acompanhantes embarquem nesses vagões.
O problema do apalpamento em trens superlotados é recorrente no Japão: segundo a Agência Nacional de Polícia e o Ministério da Justiça, o número de casos registrados de Agressão indecente em vagões de metrô em todo o país, entre 2005 e 2014, varia de 283 a 497 por ano.
A polícia e as empresas ferroviárias reagiram com campanhas de cartazes para conscientização e com penas mais rigorosas, porém os índices continuam a aumentar. Em 2004, a polícia de Tóquio relatou um aumento três vezes maior nos casos de apalpamento no transporte público, em um período de oito anos.
Em dezembro de 2000, a Keio Electric Railway, que opera trens entre Tóquio e seus subúrbios, passou a oferecer vagões exclusivos para mulheres durante a noite, inicialmente em caráter experimental, em resposta a reclamações referentes aos apalpamentos cometidos por homens embriagados durante a temporada de festas de bōnenkai. A Keio iniciou a operação regular desses trens com vagões exclusivos para mulheres durante o período noturno a partir de março de 2001. Em julho de 2001, a JR East passou a oferecer um serviço similar na Linha Saikyo, que liga Tóquio à Prefeitura de Saitama e havia se tornado notória pelo problema dos apalpadores, devido à alta lotação e às grandes distâncias entre as paradas. No ano seguinte, o serviço foi ampliado para incluir o horário de pico noturno.
Em julho de 2002, a JR West tornou-se a terceira empresa japonesa a operar trens com vagões exclusivos para mulheres, sendo que os trens da JR West em Osaka passaram a oferecer vagões exclusivos para mulheres durante o pico da manhã. No mesmo ano, outras duas ferrovias da região de Osaka, a Hankyu Railway e a Keihan Railway, adicionaram vagões exclusivos para mulheres aos seus trens expresso-limitado, e a Hankyu foi a primeira a operar vagões exclusivos para mulheres durante todo o dia. Outras empresas da região de Osaka seguiram o exemplo, incluindo o Metrô Municipal de Osaka, cuja Linha Midosuji, que opera com uma capacidade de até 160%, era conhecida por ter o pior problema de apalpamento em todo o país. As empresas na região de Tóquio resistiram inicialmente, devido a dificuldades logísticas e ao receio de superlotar os vagões mistos; contudo, em 2005, passaram a adotar vagões exclusivos durante o pico, após campanhas de conscientização e endurecimento das penas se mostrarem insuficientes.
Os vagões exclusivos para mulheres receberam reações positivas tanto de alguns homens quanto de mulheres. As passageiras destacaram a sensação de segurança contra os apalpadores e a ausência de odores desagradáveis, enquanto alguns homens elogiaram o fato de não precisarem se preocupar com acusações falsas de apalpamento. Entretanto, houve reclamações quanto à superlotação dos vagões mistos, com o temor de que mulheres que utilizassem esses vagões se expusessem a um risco maior que antes. Há relatos de que homens com deficiência visual entram, sem perceber, em um vagão exclusivo para mulheres e são advertidos pelos demais passageiros, gerando grande constrangimento.
A legislação japonesa de 1900 prevê uma multa de 10 ienes para homens que adentrem um vagão ou sala de espera exclusivos para mulheres; essa lei, embora tecnicamente ainda vigente, foi entendida pelo governo japonês como não aplicável aos vagões "exclusivos para mulheres" atualmente em uso, tornando o cumprimento dessa regra voluntário do ponto de vista legal.

#### Prática histórica

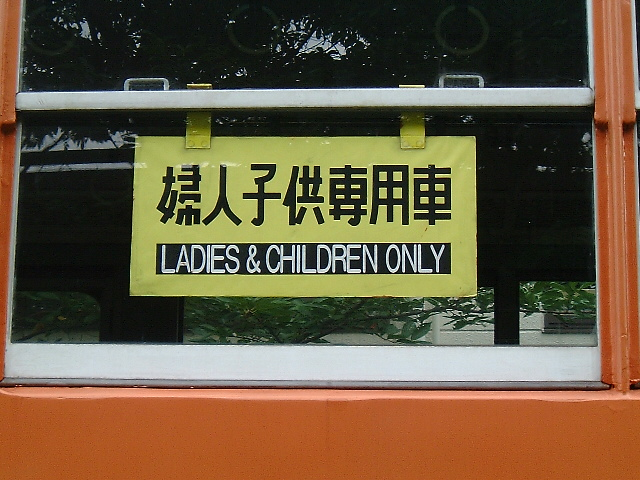
Sinalização utilizada anteriormente na Linha Chūō

A primeira ocorrência de vagões exclusivos para mulheres no Japão foi em 1912, na atual Linha Chūō, quando foram introduzidos durante os horários de pico para separar estudantes do sexo masculino e feminino. Conhecidos como "Flower Trains", o serviço foi encerrado durante a Segunda Guerra Mundial. Bondes exclusivos para mulheres foram introduzidos em Kobe em 1920, e a Hankyu Railway operava trens especiais para alunas no trajeto entre Nishinomiya e Kobe nos anos 1930.
Vagões exclusivos para mulheres e crianças foram introduzidos na Linha Chūō e na Linha Keihin-Tohoku em 1947, após o término da Segunda Guerra Mundial. Na época, o superlotamento nesses trens durante os horários de pico era tão intenso que mulheres e crianças frequentemente não conseguiam embarcar. Esses vagões continuaram em operação nos trens matutinos que se dirigiam a Tóquio pela Linha Chūō até 1973, quando foram implementados assentos prioritários; na Linha Keihin-Tohoku, a retirada ocorreu em data anterior.

### Índia

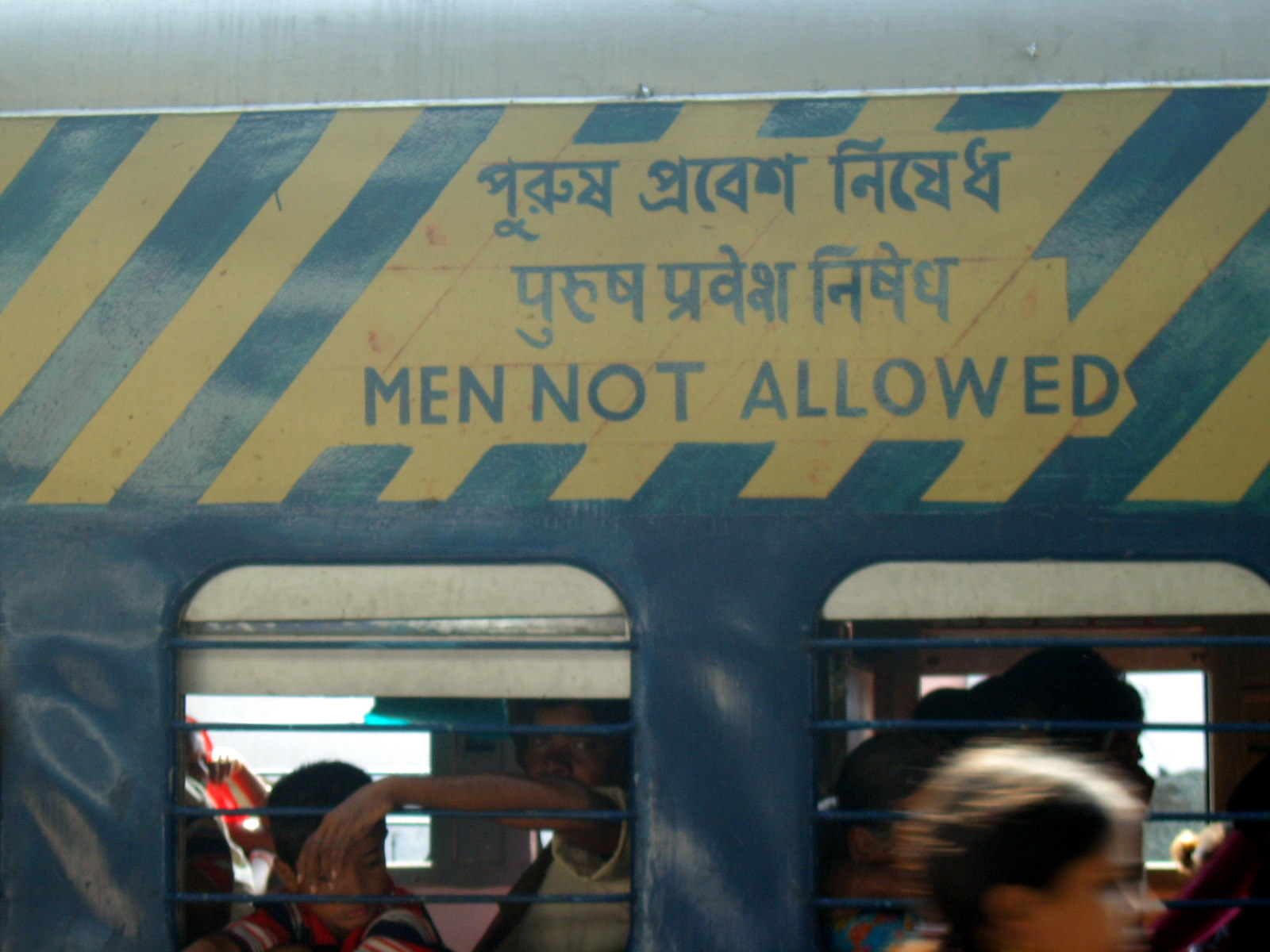
Um vagão exclusivo para mulheres na Índia

Em toda a Índia, os serviços de trens de longa distância dispõem de compartimentos especiais reservados exclusivamente para mulheres.[carece de fontes?] Em Mumbai, a metrópole comercial, todos os trens suburbanos possuem compartimentos destinados exclusivamente a mulheres, embora crianças em idade escolar também possam viajar. Enquanto dois compartimentos funcionam 24 horas por dia para mulheres, um deles é reservado apenas em horários específicos. Esses compartimentos estão disponíveis tanto para viagens em primeira quanto em segunda classe. Além disso, trens denominados "Ladies' Special" foram introduzidos nos horários de pico, reservando o trem inteiro para mulheres. Durante esses períodos, há de três a quatro serviços especiais exclusivos para mulheres. Com o número de mulheres necessitando viajar dobrando nos anos 2000, a demanda por esses serviços é muito alta. Diversos serviços ferroviários oferecem vagões exclusivos para mulheres, como o Metrô de Mumbai e o Metrô de Delhi. Essa demanda inclusive originou serviços de táxi e de riquixá exclusivos para mulheres.

### Indonésia
Uma empresa ferroviária indonésia, a PT Kereta Api, introduziu vagões exclusivos para mulheres em alguns trens commuter do KRL Jabotabek na Área Metropolitana de Jacarta a partir de agosto de 2010, em resposta a inúmeros relatos de assédio sexual em locais públicos, incluindo trens e ônibus.
Os vagões exclusivos para mulheres nos trens commuter são geralmente identificados por grandes adesivos em rosa ou roxo, com a inscrição "Kereta Khusus Wanita", e localizam-se em cada extremidade do trem. Anteriormente, esse tipo de vagão era encontrado somente em Unidades Múltiplas Elétricas (EMUs) climatizadas, mas alguns EMUs sem ar-condicionado recentemente reformados (das séries KL3 ou K3) também passaram a exibir os adesivos roxos. A partir de fevereiro de 2016, os adesivos nos EMUs de Jabodetabek foram removidos, sendo substituídos apenas pelos sinais em rosa que indicam os vagões exclusivos para mulheres.
Recentemente, a PT Kereta Api lançou um trem especial exclusivo para mulheres (o trem utiliza um EMU da ex-Série 6000 do Metrô de Tóquio, conjunto número 6107F), com o intuito de oferecer proteção adicional às passageiras contra o assédio sexual. Para diferenciar dos EMUs convencionais (que apenas dispõem de vagões exclusivos nas extremidades), esse trem teve todos os seus vagões decorados com grandes adesivos "Kereta Khusus Wanita" nas cores roxo ou rosa. Desde 1º de outubro de 2012, a PT Kereta Api Indonesia (Persero) Commuter Jabodetabek (atualmente pt kereta commuter indonesia) iniciou a operação dos trens exclusivos para mulheres. Todos os vagões deste trem são destinados apenas a mulheres, não permitindo a entrada de homens. O serviço foi encerrado em maio de 2013 após relatos de que os vagões de uso misto estavam superlotados durante o pico, enquanto os vagões exclusivos permaneciam subutilizados.
Em 12 de dezembro de 2011, a Transjakarta, operadora de ônibus de trânsito rápido, introduziu áreas exclusivas para mulheres em seus ônibus, localizadas na parte frontal, desde a área atrás do motorista até os assentos próximos à porta. Em julho de 2022, o Serviço de Transporte do governo provincial de Jacarta planejou instituir áreas exclusivas para mulheres em angkot (táxis compartilhados), designando os assentos à esquerda para mulheres e os à direita para homens.

### Irã
Atualmente, há vagões de passageiros exclusivos para mulheres, pelo menos em Teerã e Mashhad. Em cada trem, existem dois vagões exclusivos – um na parte dianteira e outro na traseira.

### Malásia

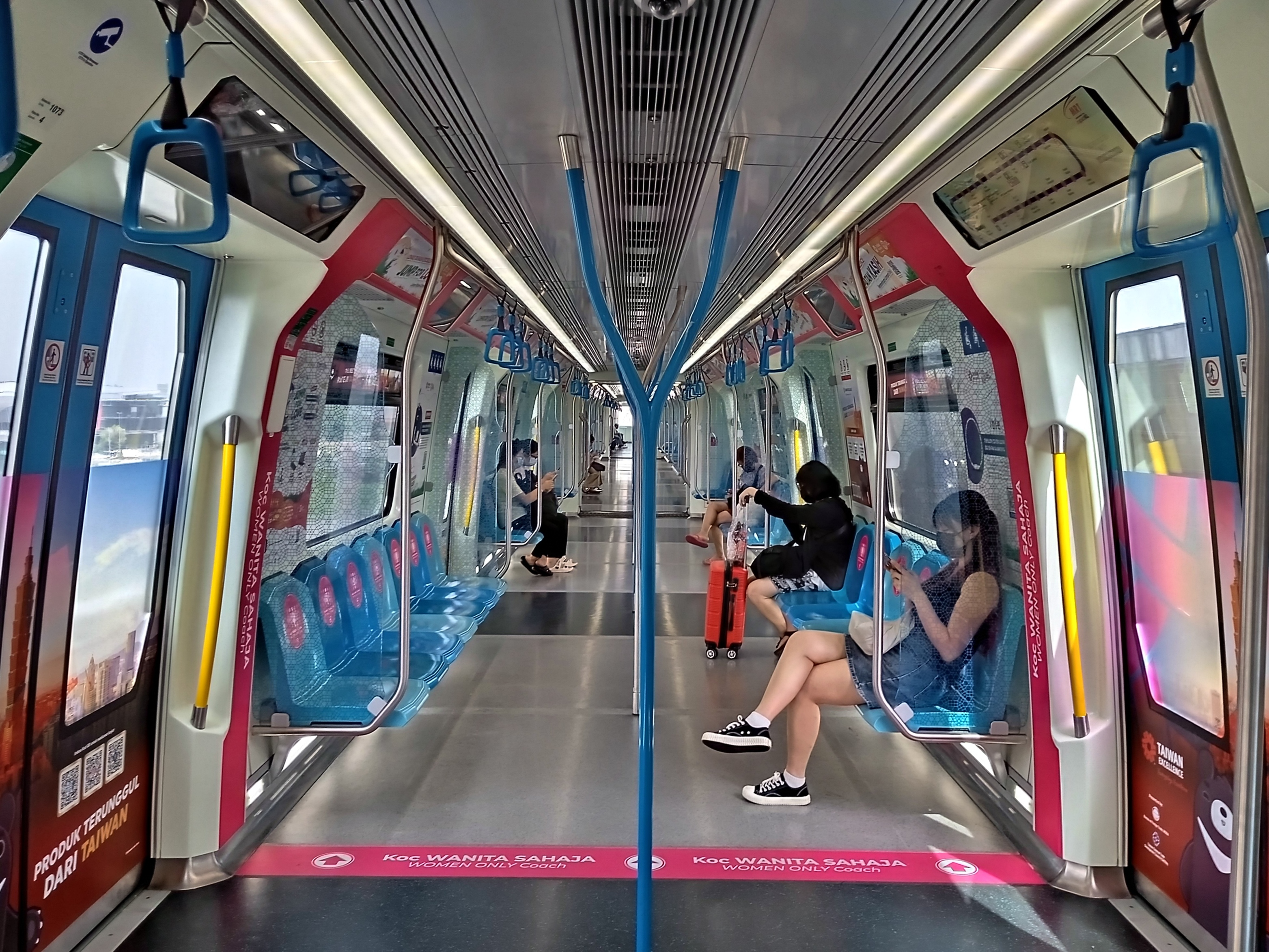
Vagão exclusivo para mulheres no trem da Linha MRT Kajang

O assédio sexual é comum na Malásia e, desde 2010, os trens do sistema ferroviário malásio têm incluído vagões exclusivos para mulheres identificados pela cor rosa como forma de mitigar esse problema. Além disso, ônibus exclusivos para mulheres existem em Kuala Lumpur desde 2010. Em 2011, o governo lançou um serviço de táxi exclusivo para mulheres na região metropolitana de Kuala Lumpur. Esses táxis contam com motoristas mulheres e funcionam sob chamada.

### Filipinas
A Autoridade de Trânsito Leve – que opera a Linha LRT 1 e a Linha LRT 2 do Sistema de Trânsito Leve de Manila – havia designado, anteriormente, o primeiro vagão (composto por 2–3 Vagão articulado) de cada conjunto do LRT-1 como exclusivo para idosos, mulheres grávidas, pessoas com deficiência e adultos com bebês ou crianças. Em 27 de novembro de 2002, essa designação foi estendida para incluir todas as passageiras.
Em 1º de abril de 2006, o Sistema de Metrô de Manila passou a adotar uma medida similar, designando o primeiro vagão (composto por três vagões articulados) de cada conjunto da Linha MRT 3 como exclusivo para mulheres, crianças, idosos e pessoas com deficiência.

### Taiwan
Assim como no Japão, Taiwan implementou vagões exclusivos para mulheres no serviço local da Administração Ferroviária de Taiwan em 2006. Entretanto, como tais vagões não surtiram o efeito desejado sobre a discriminação de gênero, foram abolidos após três meses. Há, ainda, áreas de espera exclusivas para mulheres em horários determinados (por exemplo, durante a noite no Metrô de Taipei).

### Emirados Árabes Unidos
Todo trem do sistema de metrô de Dubai possui um vagão designado exclusivamente para mulheres e crianças, em funcionamento das 07:00 às 09:00 e das 17:00 às 20:00, em dias úteis. Homens que adentrarem esse vagão nesses horários estão sujeitos a uma multa de 100 dirhams dos EAU ($Predefinição:To USD USD). Anteriormente, os vagões exclusivos para mulheres ocupavam metade de um vagão, com uma linha divisória que separava o espaço comum do reservado às mulheres. Aproximadamente 98 multas são emitidas diariamente em relação aos vagões exclusivos para mulheres.

### Arábia Saudita
O Metrô de Riade, quando concluído, contará com vagões exclusivos para mulheres.

## Europa

### Alemanha
Compartimentos exclusivos para mulheres foram introduzidos na rota regional que liga Leipzig a Chemnitz em 2016. As reações dos passageiros foram mistas: enquanto alguns acolheram a medida por oferecer maior segurança, outros consideraram a segregação de gêneros "algo do passado" e uma "solução retrógrada". Atualmente, essa prática foi descontinuada.

### Reino Unido
A última acomodação "Exclusivo para Mulheres" nos trens britânicos foi retirada em 1977, Isso se deve à introdução de diversos tipos de trens e à legislação de igualdade, que impediu provisões baseadas em gênero.[carece de fontes?]
Nos antigos trens locais – que não estão mais em operação – os compartimentos individuais do modelo tradicional se distribuíam por todo o vagão (geralmente cerca de nove por vagão), sem corredor, com bancos para aproximadamente cinco pessoas de cada lado, e acesso restrito a diversas portas laterais individuais. Em razão das preocupações de mulheres passageiras que, ao desembarcar, poderiam ficar isoladas com homens no compartimento, alguns desses compartimentos (normalmente o último de cada unidade) eram identificados como Exclusivo para Mulheres. Em uma época em que os compartimentos para Não Fumar eram sinalizados com etiquetas vermelhas nas janelas e a Primeira Classe com etiquetas azuis, os compartimentos Exclusivo para Mulheres eram marcados com etiquetas verdes.
Em setembro de 2014, a Subsecretária Parlamentar de Transporte Claire Perry MP sugeriu, em discurso durante um evento paralelo na conferência do Partido Conservador, a possível retomada dos vagões exclusivos para mulheres. Em agosto de 2015, o candidato à liderança do Partido Trabalhista, Jeremy Corbyn, afirmou que consultaria sobre a opção de introduzir vagões exclusivos para mulheres para auxiliar na redução do assédio. O deputado trabalhista Geraint Davies chegou a comparar o sistema proposto com o apartheid.